# Hymenophyllum maderense
Hymenophyllum maderense — вид рослин з родини Hymenophyllaceae, ендемік Мадейри.

## Опис
Рослина має плоскі багаторічні темно-зелені листові пластини. Листові фрагменти дрібно-зубчасті. Спори розташовуються на краю листочків.

## Поширення
Ендемік архіпелагу Мадейра (о. Мадейра).
Росте на вологих породах в лісах Laurisilva з Ocotea foetens. Його межі висот 1000–1400 м. Популяція зростає в одному малому яру на двох валунах і в ній менше 50 зрілих особин.

## Використання
Цю рослину іноді збирають колекціонери папороті, але зазвичай рослина не переживає пересадку.

## Загрози та охорона
Спостерігається зменшення оселища та якості проживання через інвазивні види. Витоптування та рекреаційні види діяльності також впливають на вид, а випадкове колекціонування становить реальну загрозу, оскільки цей вид є дуже рідкісним. Загрози, природні пожежі та зсуви також є потенційними загрозами. Затоплення може знищити всю решту населення.
Hymenophyllum maderensis перелічено в Додатку II Директиви про середовище існування та в додатку I до Конвенції про охорону європейської дикої природи та природних середовищ існування (Бернська конвенція). Для цього виду рекомендовані кампанії для інформування громадськості.